# Roskilde

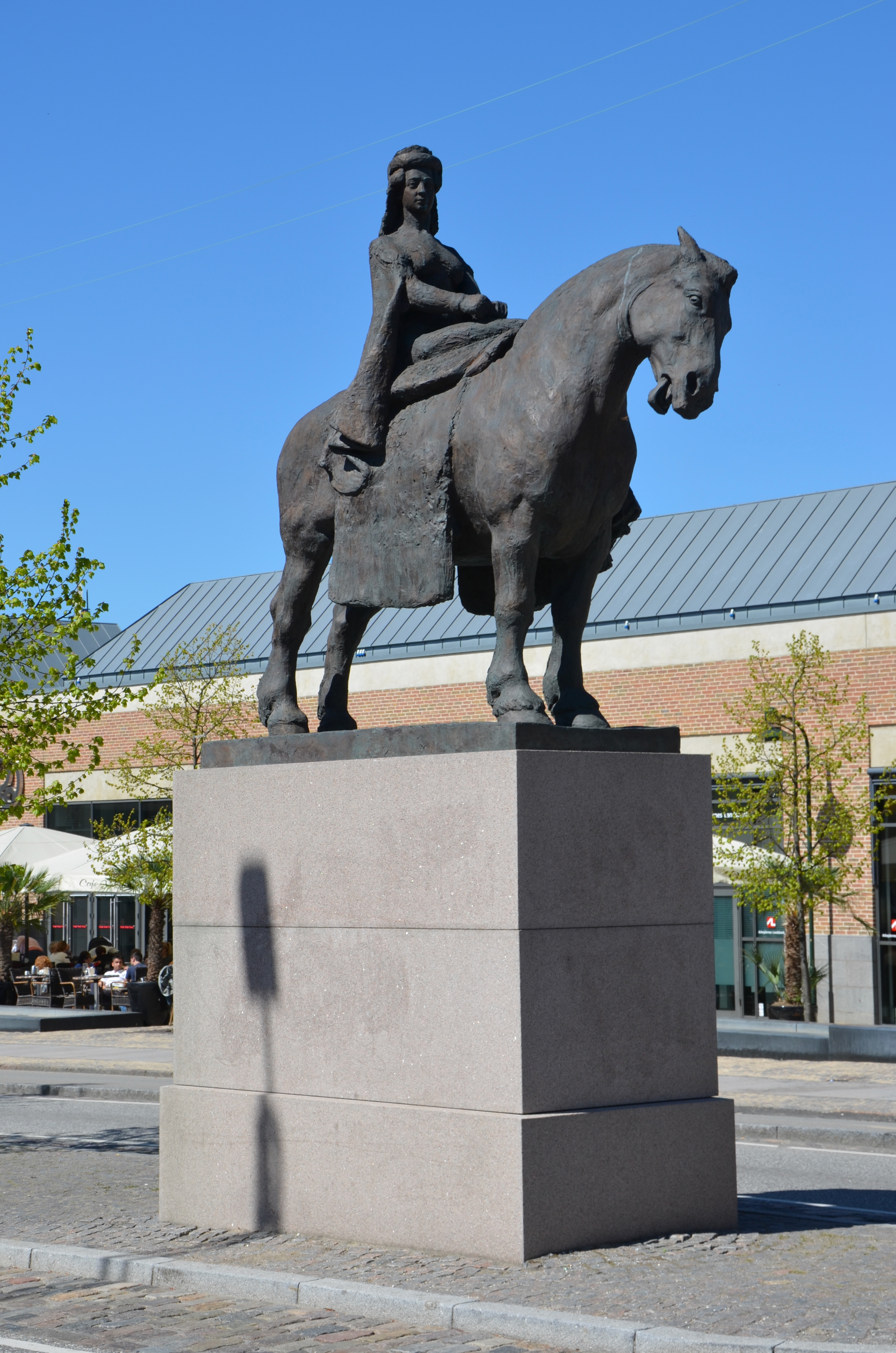
Drottning Margareta av Anne-Marie Carl-Nielsen.

Roskilde (danskt uttal [ˈʁʌskilə]) är en tätort och stad på Själland i östra Danmark med 50 393 invånare (2017). Staden är belägen vid Roskildefjorden, 30 kilometer väster om Köpenhamn, och ligger 30 meter över havet på en höjdsluttning, som utmärker sig för sin rikedom på källor (danska kilde, källa). Namnet kommer sannolikt från sägnen om Ro som grundlade staden.[källa behövs]

## Stadsbild
Roskilde har en katedralskola från 1200-talet, ett betydande sjukhus (förr Duebrødre kloster) och ett adligt jungfrustift, upprättat 1699. Förnämsta byggnaden är Roskilde domkyrka, S:t Lucius' kyrka, en av de äldsta och största kyrkorna i Norden. Uppförd på 1000-talet i stället för den ursprungliga träkyrkan (färdig 1084), blev den omkring 1200 nedriven och sedan uppbyggd ånyo av rött tegel i senromansk stil efter fransk förebild (sannolikt katedralen i Tournai). Denna stil är ännu bevarad i koret, men har för övrigt efter hand ersatts av spetsbågen, varjämte flera kapell tillbyggts i mycket avvikande stilarter.
Genom den så kallade Absalonsbågen är kyrkan förenad med Kungliga palatset, byggt 1733 på den gamla biskopsgårdens grund; helt nära ligger stiftsbiblioteket. Ett katolskt sjukhus med nunnor stiftades 1905, och därtill kom 1914 en katolsk kyrka. I närheten av staden ligger sedan 1807 Köpenhamns stora psykiatriska sjukhus, Sankt Hans Hospital eller Bistrup, vidare sedan 1907 Roskilde folkhögskola.

## Historia
Roskilde var sedan 900-talet konunga- och biskopsresidens (till stiftet hörde Själland, Møn och ön Rügen sedan 1168) och under hela medeltiden en betydande stad med tolv sockenkyrkor och fem kloster. Omkring 1150 stiftades "Vethemans broderskab" för kamp mot venderna; 1157 mördades i Roskilde kung Knut Magnusson, och 1319 dog där Erik Menved. Men då först kungen (1443) och sedermera biskopen (1536) flyttat till Köpenhamn, gick staden starkt tillbaka och led den följande tiden av flera stora eldsvådor.
I Roskilde avtalades 18 november 1568 en för Sverige mycket ogynnsam fred med Danmark, vilken dock förkastades 1569 såväl av Johan III som av ständerna. 90 år senare, 26 februari 1658, slöts den ryktbara freden i Roskilde, varigenom Danmark till Sverige avträdde Skåne, Halland, Blekinge, Bohuslän, Trondheims län och öarna Ven och Bornholm samt förband sig att gemensamt med Sverige utestänga främmande flottor från Östersjön. Åren 1835-48 sammanträdde i Roskilde provinsialständerna för östiften.

## Utbildning
- Roskilde universitetscenter
- Forskningscenter Risø
- Danmarks Miljøundersøgelser
- Slagteriernes Forskningsinstitut
- Roskilde Pædagogseminarium
- Sjællands Kirkemusikskole

## Kultur, sevärdheter
I Roskilde domkyrka begravs uppsatta medlemmar av kungafamiljen. Kyrkan är upptagen på Unescos världsarvslista och var ända fram till 1900-talet Själlands enda domkyrka.
Vid hamnen finns Vikingaskeppsmuseet med utställningar över vikingatida skepp och båtar. Museet skapades efter det att man funnit och bärgat ett antal sänkta vikingaskepp i Roskildefjorden.
Museum Ragnarock, inriktat på musik och ungdomskultur, invigdes 2016.

## Nöje
Roskilde är för många svenskar kanske mest känd för den årliga musikfestivalen, Roskildefestivalen, som genomförts sedan 1971.

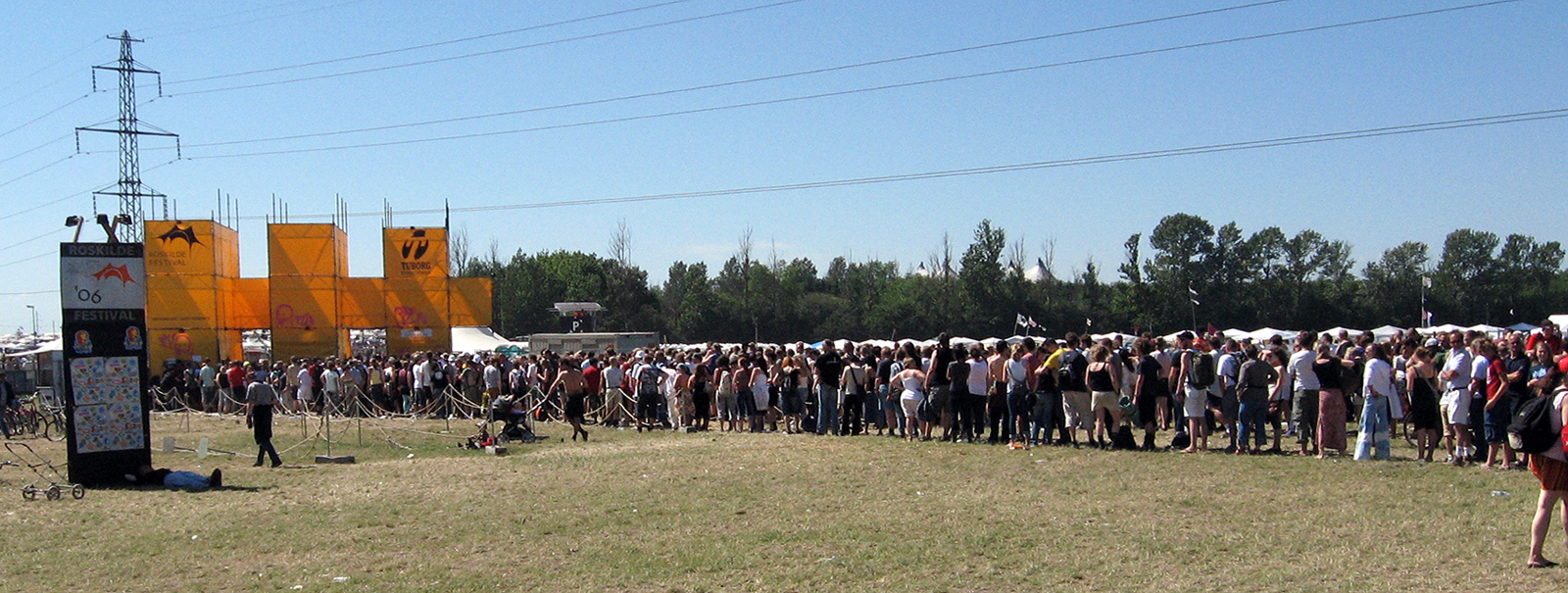
Roskildefestivalen 2006.

## Kända personer
- Gustav Wied – Författare
- Ib Michael – Författare
- Lise Nørgaard – Författare
- Louis Pio – Politiker
- Lasse Schöne - Fotbollsspelare
- Thure Lindhardt – Skådespelare
- Jan Magnussen – Racerförare
- Kevin Magnussen – Racerförare

## Bilder

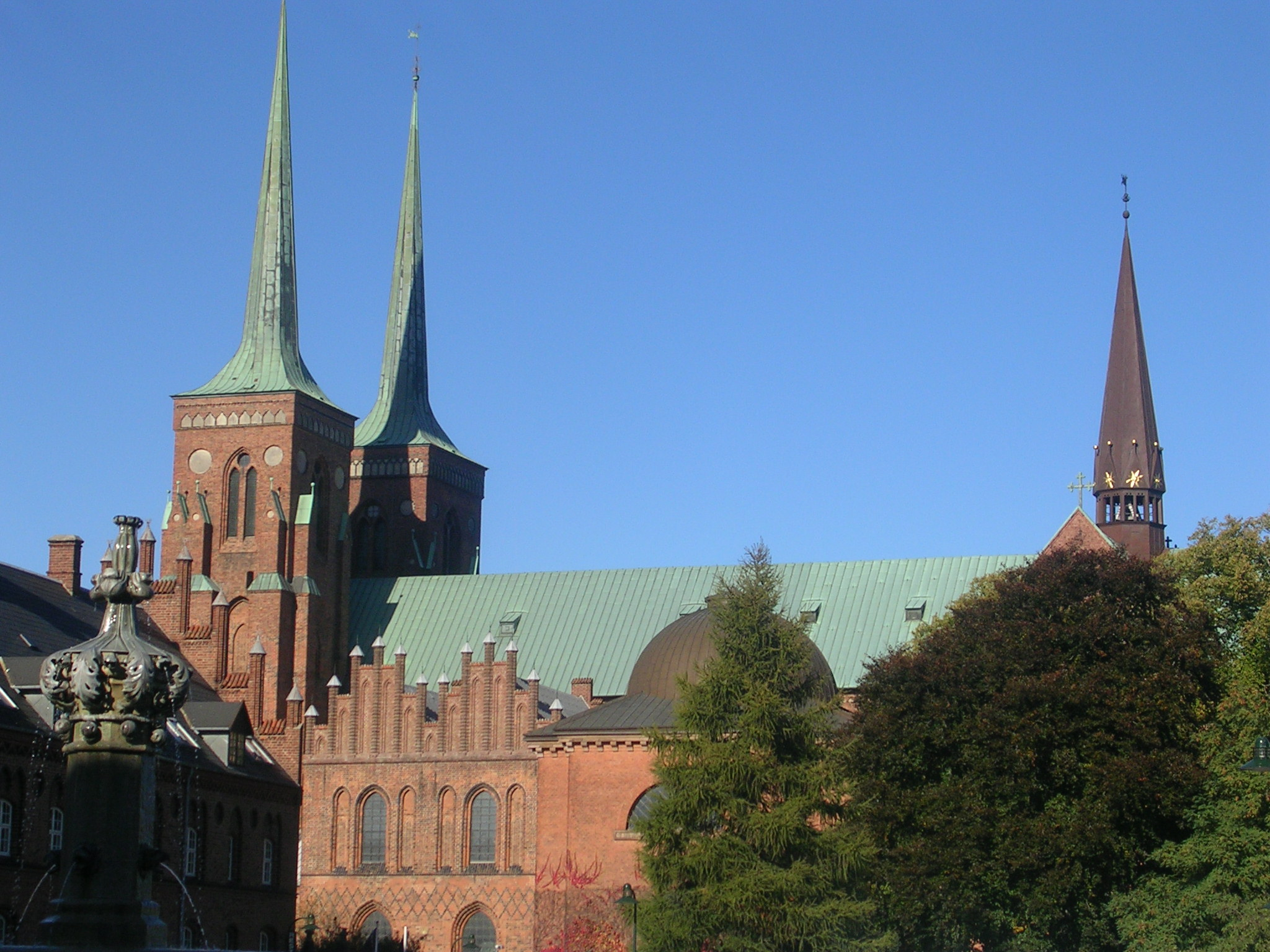
Roskilde domkyrka.
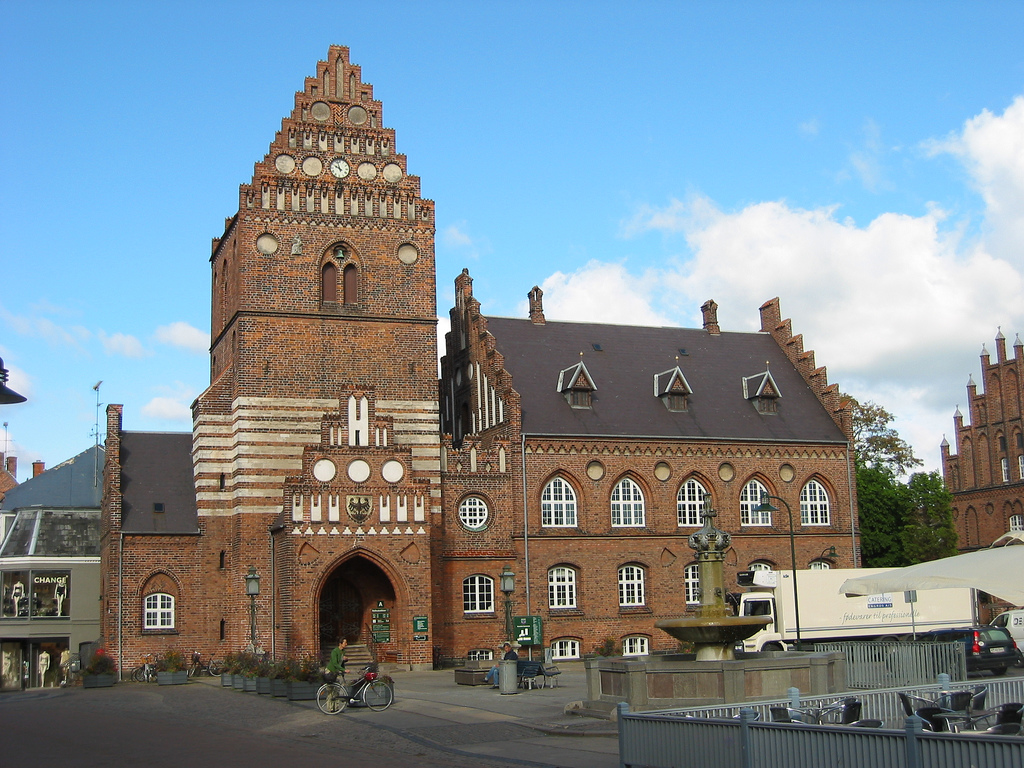
Gamla rådhuset.
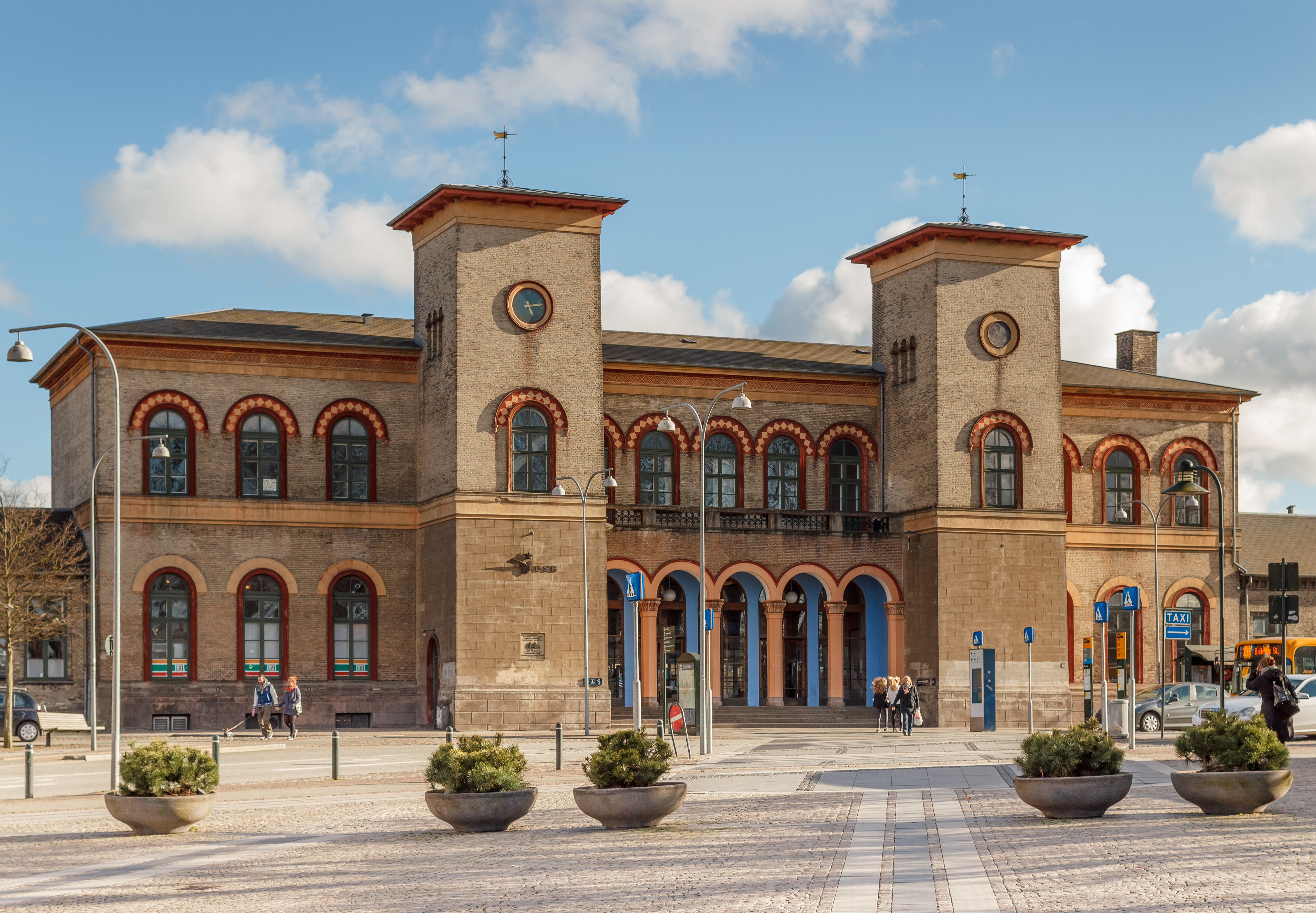
Roskilde station.
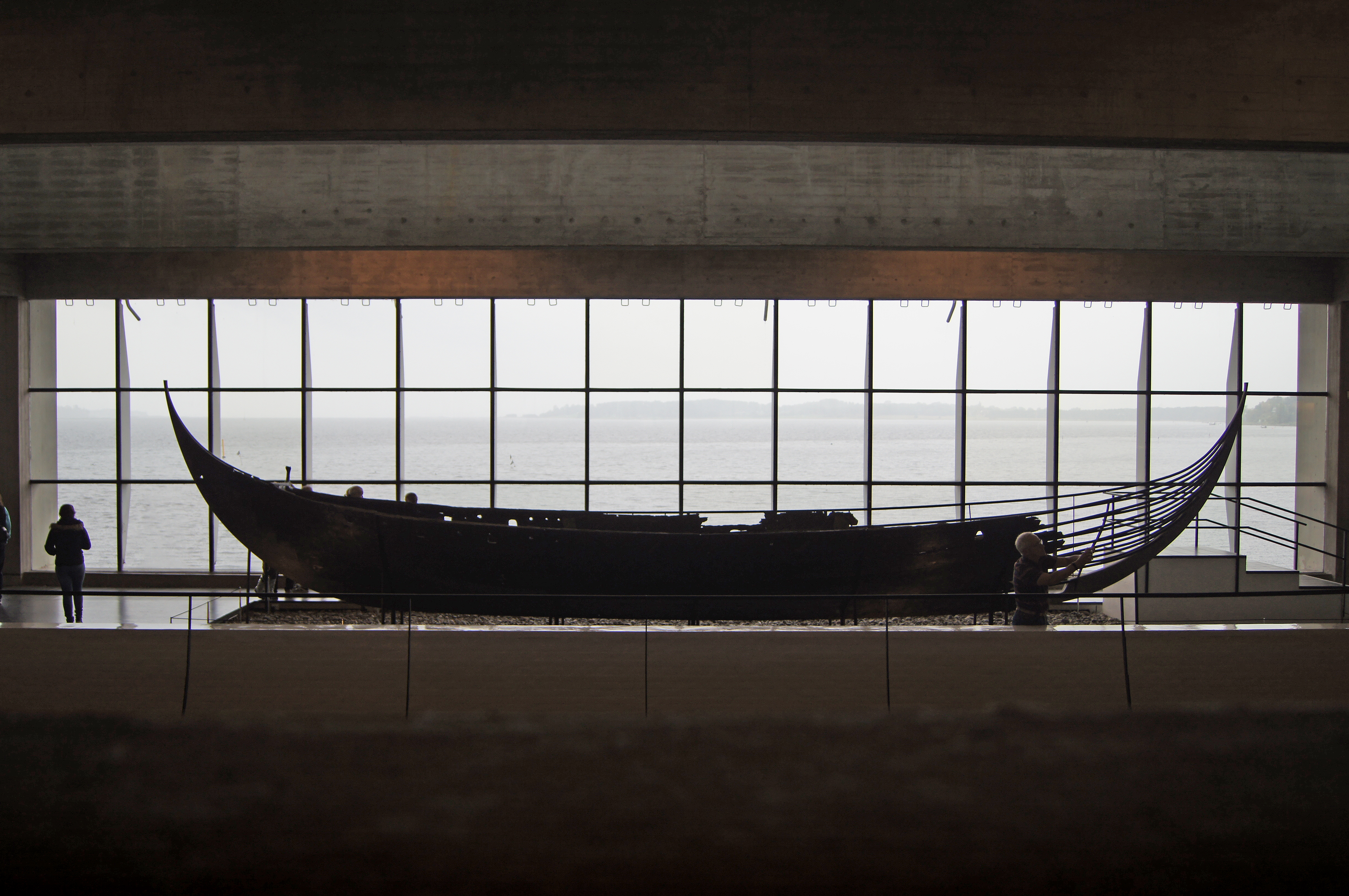
Vikingaskeppsmuseet.
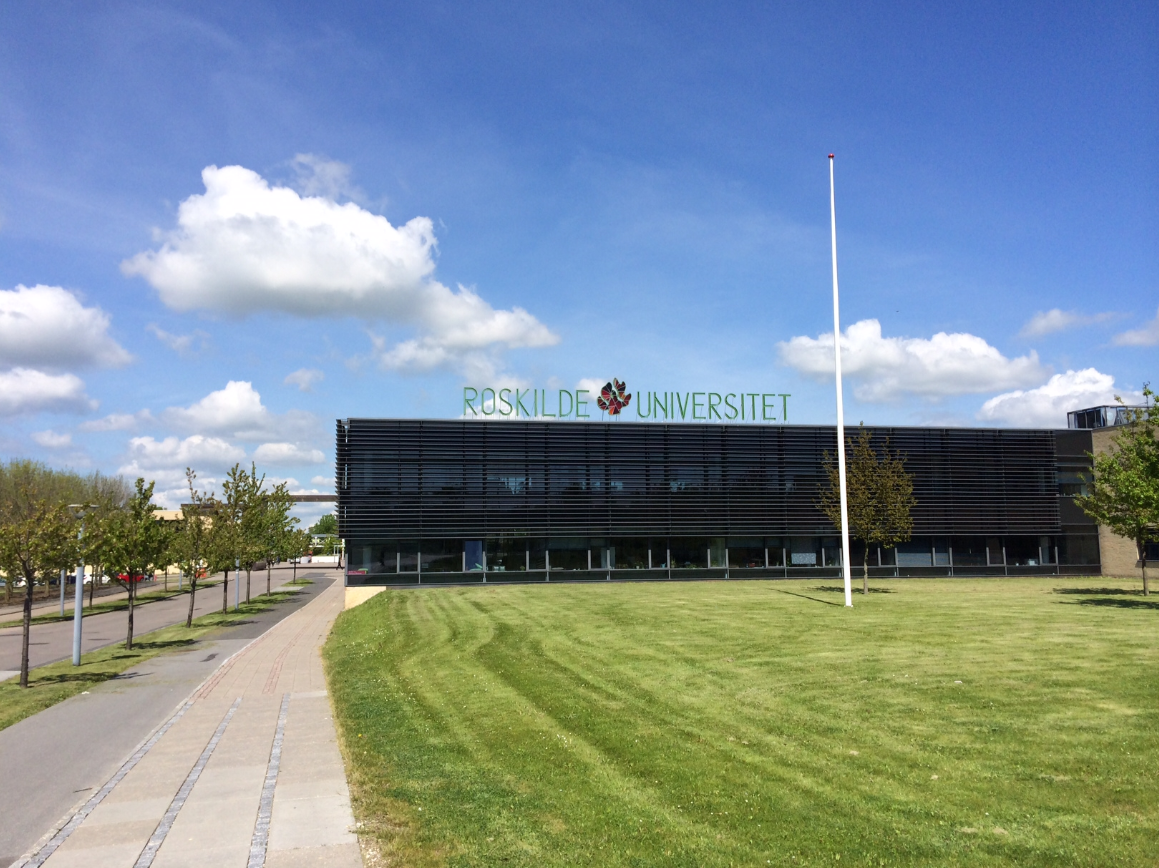
Roskilde universitet.
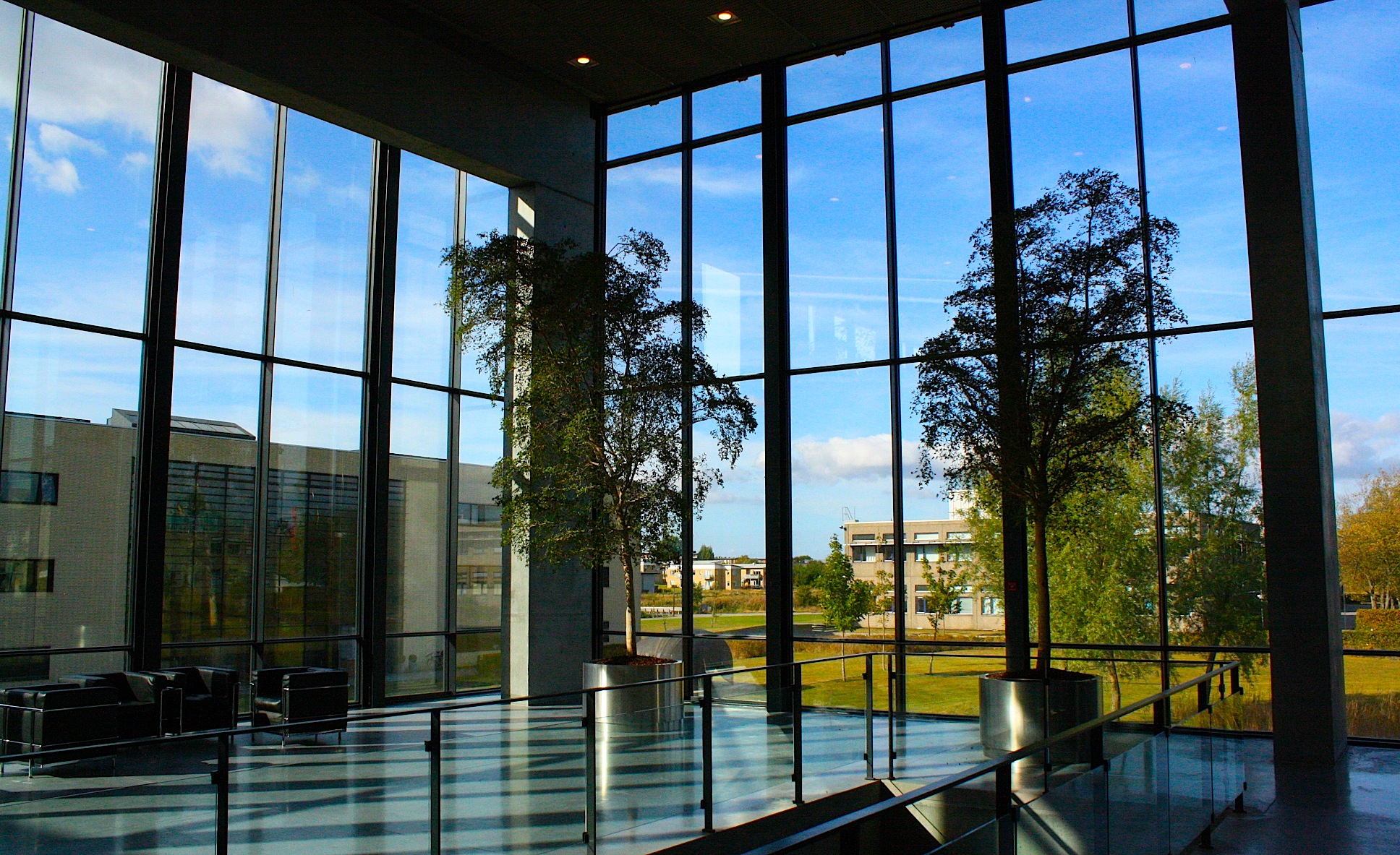
Roskilde universitetsbibliotek.